# Buriticá
Buriticá – miasto w Kolumbii, w departamencie Antioquia.